# دان شنايدر (لاعب كرة قاعدة)
دان شنايدر (بالإنجليزية: Dan Schneider)‏ هو لاعب كرة قاعدة أمريكي، ولد في 29 أغسطس 1942 في إيفانسفيل في الولايات المتحدة.

## وصلات خارجية
- دان شنايدر على موقع دوري كرة القاعدة الرئيسي (الإنجليزية)
- دان شنايدر على موقعبيزبول رفرنس.كوم (الدوري الرئيسي) (الإنجليزية)
- دان شنايدر على موقعبيزبول رفرنس.كوم (الدوري الثانوي) (الإنجليزية)